# Estación de Jerusalén Malha
La estación de Jerusalén-Malha es una de las dos principales estaciones de ferrocarril de Jerusalén, Israel, mientras que la otra es la estación de tren Jerusalén-Yitzhak Navon. La estación está ubicada en el vecindario sur de Malha, frente al centro comercial Jerusalem, el Pais Arena Jerusalem y el estadio Teddy.